# 230 Ouest 2541 à 2570 et État 230-141 à 320

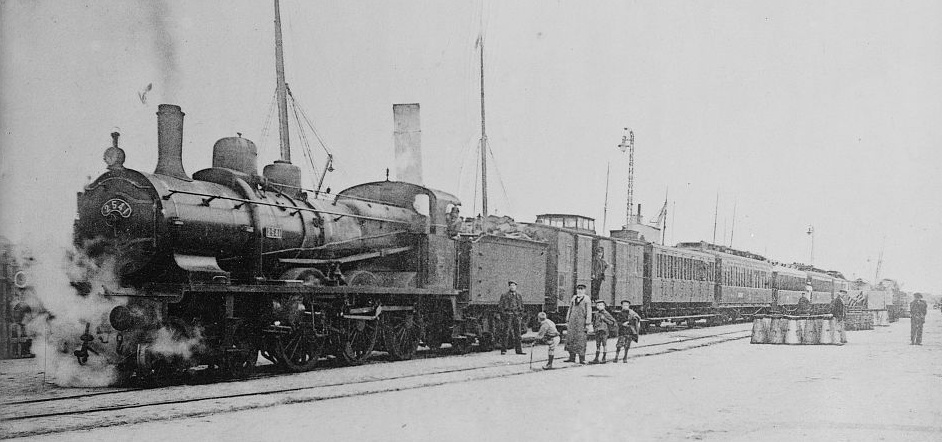
Locomotive N° 2541 construite par Schneider au Creusot

Les 230 Ouest 2541 à 2570 et État 230-141 à 320 sont des locomotives de type Ten wheel  à tender séparé, affectées aux trains de voyageurs . Elles deviendront à la SNCF en 1938, les 230 D 141 à 320. La dernière sera radiée en 1957.

## Histoire
Ces locomotives sont une évolution des 230 Ouest 2501 à 2540 dont elles se distinguent par leur chaudière dotée d'un foyer plus large, comme sur les 230 2771 à 2820 à grandes roues construites à partir de 1907. Comme les 2501-2540, elles possèdent des roues de 1 750 mm.
Une première série de 30 machines est livrée à la Compagnie de l'Ouest en 1908 :
- N° 2541 à 2570 construites par Schneider au Creusot.

Après le rachat de la Compagnie de l'Ouest par l'Administration des chemins de fer de l'État, elles deviennent les 230-141 à 170 des Chemins de fer de l'Etat.
Les machines 230 171 à 320 sont livrées après 1911 directement à l'État, :
- 230 171 à 195, Société de construction des Batignolles[4] ;
- 230 196 à 220, Société Franco-Belge ;
- 230 221 à 231, Société de construction des Batignolles ;
- 230 232 à 241, Société Franco-Belge ;
- 230 242 à 258, Société alsacienne de constructions mécaniques[5] ;
- 230 259 à 279, Société française de constructions mécaniques (Cail)[6] ;
- 230 280 à 302, Schneider et Cie ;
- 230 303 à 320, Société Franco-Belge.

## Description
Ces machines possèdent une chaudière équipée d'un foyer Belpaire. Le moteur est Compound à 4 cylindres. Les cylindres HP étant situés directement sous le dôme. 

## Caractéristiques
Pression de la chaudière : 15 bar (1 MPa) ;
Surface de grille : 2,80 m2 ;
Surface de chauffe : 206,7 m2 ;
Diamètre et course des cylindres Haute pression (HP) : 350 x 640 mm ;
Diamètre et course des cylindres Basse pression (BP) : 550 x 640 mm ;
Diamètre des roues motrices : 1 750 mm ;
Diamètre des roues du bogie : 950 mm ;
Masse à vide : 59,2 t ;
Masse en ordre de marche : 65 t ;
Masse adhérente :48 t ;
Masse du tender en ordre de marche : ?? t ;
Masse totale : ?? t ;
Longueur totale : 11,495 m ;
Vitesse maxi en service : 100 km/h.